# Acer koenighoferae
Acer koenighoferae är en kinesträdsväxtart som beskrevs av Rottenst.. Acer koenighoferae ingår i släktet lönnar, och familjen kinesträdsväxter. Inga underarter finns listade i Catalogue of Life.